# Ángel Álvarez (actor)
Ángel Álvarez Fernández (Madrid, 26 de septiembre de 1906 - Madrid, 13 de diciembre de 1983) fue un actor español. 
Trabajó en el cine desde 1945 hasta 1982, e intervino en 205 películas. Es conocido sobre todo por sus personajes de wéstern de los años 60 y 70, especialmente en el ámbito del spaghetti western, con películas como Navajo Joe y Django.

## Biografía
Actor prolífico, dueño de una de las filmografías más abultadas que recuerda la historia del cine español. Ángel Álvarez empezó en la profesión a primeros de los 30, pero no delante de la cámara, sino colaborando como ayudante de dirección y script. Su debut como actor surge finalizada la Guerra Civil y se produce en el teatro, medio al cual se vinculará también como autor. En la pantalla irrumpirá más tarde, cuando contaba treinta y nueve años y tras dejar también atrás trabajos como letrista de canciones.
Desde entonces hasta casi cuarenta años después, su figura oronda y diminuta brillará con luz propia en la cinematografía española. Estableciendo (un poco a la manera de José Isbert, pero con menos brillantez e inferior categoría profesional) a la perfección una imagen propia, por lo común reflejo de la bonhomía y llaneza psicológica del español culturalmente menos sofisticado e incluso analfabeto (cantineros, porteros, aldeanos de todo tipo). Y sobresaliendo (pese al carácter indiscriminado e inabarcable de su filmografía, que llegado el momento incluso coquetea con las coproducciones típicas de mediados los años 60 primeros de los 70) en especial dentro de este tipo de comedia crítico-costumbrista, en cierto modo heredera del neorrealismo italiano, que destacó particularmente en manos de Luis García Berlanga, Juan Antonio Bardem y Fernando Fernán Gómez.
Intérprete igualmente de no pocas producciones televisivas (y no solo españolas), a lo largo de su carrera compaginó las interpretaciones con algunos cometidos como jefe de producción y publicista, amén de director de una empresa de exhibición cinematográfica. 

## Premios
- Premio especial del Sindicato Nacional del Espectáculo de 1971.

## Películas
| - Campeones! (1943) - Eloísa está debajo de un almendro (1943) - Cinco lobitos (1945) - El destino se disculpa (1945) - La Luna vale un millón (1945) - La pródiga (1946) - María Fernanda, la Jerezana (1946) - Senda ignorada (1946) - Angustia (1947) - Fuenteovejuna (1947) - Don Quijote de la Mancha (1948) - El Marqués de Salamanca (1948) - Facultad de Letras (1950) - Pequeñeces (1950) - Tiempos felices (1950) - El gran Galeoto (1951) - La Señora de Fátima (1951) - Lola la Piconera (1951) - Tercio de quites (1951) - Cerca de la ciudad (1952) - De Madrid al cielo (1952) - El cerco del diablo (1952) - El encuentro (1952) - Último día (1952) - Aeropuerto (1953) - Aventuras del barbero de Sevilla (1953) - Bienvenido, Mister Marshall (1953) - Doña Francisquita (1953) - La guerra de Dios (1953) - Nadie lo sabrá (1953) - Mañana, cuando amanezca (1954) - Tres huchas para Oriente (1954) - El Coyote (1955) - Esa voz es una mina (1955) - Familia provisional (1955) - La fierecilla domada (1955) - Los peces rojos (1955) - Nosotros dos (1955) - Tres eran tres (1955) - Duelo de pasiones (1956) - El genio alegre (1956) - El malvado Carabel (1956) - Expreso de Andalucía (1956) - Faustina (1956) - Hospital General (1956) - La gran mentira (1956) - La justicia del Coyote (1956) - La vida en un bloc (1956) - Los ladrones somos gente honrada (1956) - Manolo, guardia urbano (1956) - Miedo (1956) - Miguitas y el carbonero (1956) - Piedras vivas (1956) - Polvorilla (1956) - Recluta con niño (1956) - Río Guadalquivir (1957) - Siempre en la arena (1956) - Todos somos necesarios (1956) - Un traje blanco (1956) - El hombre que viajaba despacito (1957) - El inquilino (1957) - Las muchachas de azul (1957) - Muchachas en vacaciones (1957) - Un abrigo a cuadros (1957) - Un marido de ida y vuelta (1957) - Fulano y Mengano (1957) - Ana dice sí (1958) - Aquellos tiempos del cuplé (1958) - Caravana de esclavos (1958) - Despedida de soltero (1958) - ¿Dónde vas, Alfonso XII? (1958) - El hombre del paraguas blanco (1958) - El puente de la paz (1958) - Historias de Madrid (1958) - La venganza (1958) - Los clarines del miedo (1958) - Los dos rivales (1958) - Soledad (1958) - Villa Alegre (1958) - Bombas para la paz (1959) - Camarote de lujo (1959) - Con la vida hicieron fuego (1959) - El día de los enamorados (1959) - El gafe (1959) - El pisito (1959) - El secreto de papá (1959) - En las ruinas de Babilonia (1959) - Gayarre (1959) - La vida alrededor (1959) - Los tres etcéteras del coronel (1959) - Y después del cuplé... (1959) - La quiniela (1960) - 091 Policía al habla (1960) - Compadece al delincuente (1960) - Días de feria (1960) - El amor que yo te di (1960) - El cerro de los locos (1960) - El cochecito (1960) - Juanito (1960) - Las legiones de Cleopatra (1960) - Mi calle (1960) - Salto a la gloria (1960) - Un paso al frente (1960) - Un trono para Cristy (1960) - Aquí están las vicetiples! (1961) - Armas contra la ley (1961) | - Cariño mío (1961) - Fray Escoba (1961) - Honorables sinvergüenzas (1961) - Júrame (1961) - La estatua (1961) - Margarita se llama mi amor (1961) - Prohibido enamorarse (1961) - Tres de la Cruz Roja (1961) - Accidente 703 (1962) - Cupido contrabandista (1962) - El balcón de la luna (1962) - El sol en el espejo (1962) - La banda de los ocho (1962) - La bella Mimí (1962) - La gran familia (1962) - La venganza del Zorro (1962) - Las cuatro verdades (1962) - Sabían demasiado (1962) - Una isla con tomate (1962) - Los que no fuimos a la guerra (1962) - Bueno para nada (1963) - El cálido verano del Sr. Rodríguez (1963) - El verdugo (1963) - Isidro el labrador (1963) - La becerrada (1963) - La máscara de Scaramouche (1963) - Los elegidos (1963) - Marisol rumbo a Río (1963) - Operación: Embajada (1963) - Pacto de silencio (1963) - Una chica casi formal (1963) - Tintín y las Naranjas Azules (1964) - Fin de semana (1964) - Llanto por un bandido (1964) - Promesa sagrada (1964) - Currito de la Cruz (1965) - Historias de la televisión (1965) - La frontera de Dios (1965) - Las malditas pistolas de Dallas (1965) - Mademoiselle de Maupin (1965) - Mi canción es para ti (1965) - Tres dólares de plomo (1965) - Django (1966) - El aventurero de la rosa roja (1966) - Joe el implacable (1966) - No hago la guerra... prefiero el amor (1966) - Operación Dalila (1966) - Una novia relámpago (1966) - La furia de Johnny Kid (1967) - Las cuatro bodas de Marisol (1967) - Pasto de fieras (1967) - El Baldiri de la Costa (1968) - El hombre de Caracas (1968) - Réquiem para el gringo (1968) - Salario para matar (1968) - Esa mujer (1969) - Mi marido y sus complejos (1969) - Une corde, un colt (1969) - El alma se serena (1970) - La muerte de un presidente (1970) - Delirios de grandeza (1971) - La montaña rebelde (1971) - Préstame 15 días (1971) - Una chica casi decente (1971) - Corazón solitario (1972) - En un mundo nuevo (1972) - Ligue Story (1972) - Secuestro a la española (1972) - Tedeum (1972) - Una razón para vivir y una para morir (1972) - Ajuste de cuentas (1973) - Celos, amor y Mercado Común (1973) - Doctor, me gustan las mujeres, ¿es grave? (1973) - La letra escarlata (1973) - ¡Qué cosas tiene el amor! (1973) - Tamaño natural (1973) - El insólito embarazo de los Martínez (1974) - El reprimido (1974) - La mujer con botas rojas (1974) - Los caballeros del botón de ancla (1974) - La banda de Jaider (1975) - Ligeramente viudas (1975) - Vida íntima de un seductor cínico (1975) - El alijo (1976) - El anacoreta (1976) - Guerreras verdes (1976) - La mujer es un buen negocio (1976) - Nosotros los decentes (1976) - Viaje al centro de la Tierra (1976) - Uno del millón de muertos (1977) - Al fin solos, pero... (1977) - Doña Perfecta (1977) - El rediezcubrimiento de México (1977) - Nunca es tarde (1977) - ¡Arriba Hazaña! (1978) - Avisa a Curro Jiménez (1978) - Cabo de Vara (1978) - La escopeta nacional (1978) - Soldados (1978) - Camas calientes (1979) - Patrimonio nacional (1981) - Un pasota con corbata (1981) - Los pajaritos (1982) - Mar brava (1982) - Nacional III (1982) - Un Rolls para Hipólito (1983) |